# Eilenbergia sagitta
Eilenbergia sagitta is een rechtvleugelig insect uit de familie Pyrgomorphidae. De wetenschappelijke naam van deze soort is voor het eerst geldig gepubliceerd in 1979 door Mason.